# Saint-Gratien (Somme)
Saint-Gratien é uma comuna francesa na região administrativa de Altos da França, no departamento de Somme. Estende-se por uma área de 6,95 km². Em 2010 a comuna tinha 385 habitantes (densidade: 55,4 hab./km²).